# Kanem

Mapa do Chade mostrando Kanem.

Kanem (em árabe: كانم; Kānim) é uma das 23 províncias do Chade. Ela recebe o nome do famoso Império Canem, que estava centrado nesta região. A capital da região é Mao. Kanem foi criada em 2002 a partir da antiga Prefeitura de Kanem. Em 2008, uma parte da província de desmembrada para formar Barh El Gazel.

## Subdivisões
A região de Kanem é dividida em 3 departamentos:
| Departamento | População (2009) | Capital | Subprefeituras                  |
| ------------ | ---------------- | ------- | ------------------------------- |
| Kanem        | 160.223          | Mao     | Kakadina, Mao, Melea, Wadjigui  |
| Nord Kanem   | 97.869           | Nokou   | Nokou, Nitiona, Rig Rig, Ziguey |
| Wadi Bissam  | 96.512           | Mondo   | Am Doback, Mondo                |

## Demografia

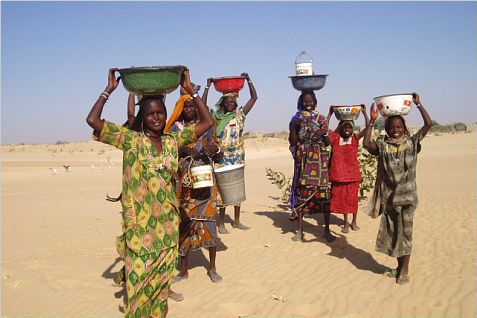
Mulheres na região de Kanem.

A região de Kanem, no Chade, possui uma população de 354.603 habitantes, conforme o censo de 2009, sendo 51,4% mulheres. A média de tamanho das famílias é de 4,50 pessoas em áreas rurais e 4,90 em áreas urbanas. A região é composta por 78.145 domicílios, com 70.779 em áreas rurais e 7.366 em áreas urbanas. Dos habitantes, 10.056 são nômades, representando 2,6% da população. Além disso, 157.264 pessoas têm mais de 18 anos, sendo 70.134 homens e 87.130 mulheres, resultando em uma relação de sexo de 94,00 mulheres para cada cem homens. Os principais grupos etnolinguísticos da região são Baggara Árabes (4,97%), Dazaga Toubou (48,25%), Fula e Kanembu (40,54%). Dos habitantes, 3,20% são sedentários, totalizando 344.547 pessoas.

## Economia
A região de Kanem é o principal segmento agrícola em todo o país, sendo responsável pela produção de algodão e amendoim, as duas principais culturas comerciais do Chade. Além disso, há uma variedade de culturas locais, como o arroz, também cultivadas na região.